# Joghol-e Soflá
Joghol-e Soflá (persiska: جغل سفلی) är en ort i Iran.   Den ligger i provinsen Östazarbaijan, i den nordvästra delen av landet, 500 km väster om huvudstaden Teheran. Joghol-e Soflá ligger 1 771 meter över havet och antalet invånare är 219.
Terrängen runt Joghol-e Soflá är platt västerut, men österut är den kuperad. Joghol-e Soflá ligger nere i en dal. Runt Joghol-e Soflá är det ganska glesbefolkat, med 22 invånare per kvadratkilometer. Närmaste större samhälle är Bolūkābād, 9,3 km väster om Joghol-e Soflá. Trakten runt Joghol-e Soflá består i huvudsak av gräsmarker.